# Marine (cocogirl)
Pour les articles homonymes, voir Marine.
Marine, de son vrai nom Nathalie Duffau, est un mannequin et une ancienne coco-girl de Cocoricocoboy née le 16 mai 1968.
Elle prit le nom de Marine car il y avait déjà deux Nathalie comme coco-girls (Nathalie Galan et Natty).
Cette fille de rugbyman a joué dans La Rumba, de Roger Hanin, sorti en février 1987, et a posé nue dans l'édition française de Playboy no  31 paru en mars 1988. En 1985, elle joue une fée dans l’émission Drevet vend la mèche aux côtés d’Alain Soral qui interprète Science Infuse.
Été 1990, elle est chroniqueuse dans l'émission 40° à l'ombre sur FR3 au côté de Vincent Perrot.
Elle est actuellement journaliste en Floride aux États-Unis. Elle travaille pour Canal+, France 3, MCM.